# Cantonul La Rochelle-5
Cantonul La Rochelle-5 este un canton din arondismentul La Rochelle, departamentul Charente-Maritime, regiunea Poitou-Charentes, Franța.

## Comune
- Esnandes
- Marsilly
- Puilboreau
- La Rochelle (parțial, reședință)
- Saint-Xandre